# Voria Ghafouri
Voria Ghafouri (* 20. září 1987, Sanandadž, Írán) je íránský fotbalista. Je bývalým členem íránského národního týmu a někdejším kapitánem teheránského klubu Esteghlal. Většinu své kariéry odehrál jako pravý obránce a příležitostně hrál také jako pravé křídlo.

## Kariéra
Ghafouri debutoval za Írán v roce 2014 proti Jižní Koreji. Před nástupem do klubu Esteghlal v roce 2016 strávil úspěšné dva roky v íránském Sepahanu.
V červnu 2022 Ghafouri oznámil, že majitelé Esteghalu odmítli obnovit jeho smlouvu na sezónu 2023, což bylo podle mnoha pozorovatelů odvetou za jeho otevřenou kritiku vlády.

## Zatčení za kritiku íránské vlády
Dne 24. listopadu 2022, během mistrovství světa ve fotbale, byl Ghafouri zatčen íránskými bezpečnostními silami poté, co na sociálních sítích zveřejnil výzvu, aby vláda ukončila své násilí vůči Kurdům. Bezpečnostní složky Ghafouriho obvinily, že šíří protirežimní propagandu, podporuje protestující a uráží národní delegaci na mistrovství světa v Kataru.
Ghafouri už za národní tým na šampionátu nehraje, jeho zatčení však světová média částečně interpretují jako vzkaz hráčům do Kataru, aby se zdrželi veřejné kritiky íránského režimu. Íránští fotbalisté totiž před úvodním zápasem s Anglií nezpívali národní hymnu, čímž chtěli projevit solidaritu s protivládními protesty, během nichž už zemřelo přes 400 lidí.